# Atlanta Tennis Championships 2011
L'Atlanta Tennis Championships 2011 è stato un torneo di tennis giocato sul cemento.
È stata la 24ª edizione dell'evento, chiamato quest'anno Atlanta Tennis Championships, che fa parte della categoria ATP World Tour 250 series nell'ambito dell'ATP World Tour 2011. 
Si è giocato al Racquet Club of the South di Norcross, sobborgo di Atlanta negli USA dal 18 al 24 luglio 2011 ed è stato il 1° evento delle US Open Series del 2011.

## Partecipanti

### Teste di serie
| Giocatore          | Nazionalità | Ranking* | Testa di serie |
| ------------------ | ----------- | -------- | -------------- |
| Mardy Fish         | Stati Uniti | 9        | 1              |
| Kevin Anderson     | Sudafrica   | 35       | 2              |
| John Isner         | Stati Uniti | 36       | 3              |
| Xavier Malisse     | Belgio      | 40       | 4              |
| Grigor Dimitrov    | Bulgaria    | 59       | 5              |
| Igor' Kunicyn      | Russia      | 62       | 6              |
| Alex Bogomolov Jr. | Stati Uniti | 63       | 7              |
| Somdev Devvarman   | India       | 65       | 8              |

- Ranking all'11 luglio 2011.

### Altri partecipanti
Giocatori che hanno ricevuto una Wild card:
- Robby Ginepri
- Tommy Haas
- Donald Young

Giocatori passati dalle qualificazioni:

- Marinko Matosevic
- Rajeev Ram
- Yūichi Sugita
- Phillip Simmonds

## Campioni

### Singolare
Mardy Fish ha sconfitto in finale  John Isner per 3-6, 7–6(6), 6-2.
- È il sesto titolo in carriera per Mardy Fish, il primo dell'anno e la seconda vittoria consecutiva agli Atlanta Tennis Championships.

### Doppio
Alex Bogomolov Jr. /  Matthew Ebden hanno sconfitto in finale  Matthias Bachinger /  Frank Moser per 3-6, 7-5, [10-8].